# گابلنتس (زاکسونی)
گابلنتس (به آلمانی: Gablenz) یک شهر در آلمان است که در Görlitz واقع شده‌است. گابلنتس ۱٬۸۵۵ نفر جمعیت دارد.